# For Your Pleasure
For Your Pleasure — второй студийный альбом британской рок-группы Roxy Music, записанный в феврале 1973 года в лондонской Air Studios и выпущенный 23 марта того же года компанией Island Records.

## История
Альбом поднялся до #4 в UK Albums Chart.
Как и в случае с дебютным альбомом Roxy Music, релизу лонгплея не предшествовал выпуск сингла из него. Синглом вышел «Pyjamarama» (с «The Pride and the Pain» на обороте), трек, в альбом не включённый: он поднялся до #10 в UK Singles Chart. Сингл «Do the Strand» (b/w «Editions of You») вышел в странах Западной Европы и США; в Великобритании он был выпущен лишь в 1978 году и был приурочен к выпуску сборника Greatest Hits.

### Оформление
Для оформления обложки альбомы была использована фотография певицы и фотомодели Аманды Лир, в то время — близкой подруги Брайана Ферри, на гламурной фотографии она позирует с чёрной пантерой. Внутри буклета — Брайан Ино в костюме инопланетянина с перьями; до этого он использовал образ лысого профессора. Автором фотоснимка был Карл Стокер. На развороте оригинального винилового релиза все участники группы были сфотографированы в сценических костюмах, созданных для них Энтони Прайсом.

## Интересные факты
For Your Pleasure по сей день остаётся любимым альбомом Брайана Ферри, а трек «In Every Dream Home a Heartache» — его любимой песней всех времён. Также данная песня и альбом очень нравились Джону Лайдону (Sex Pistols, Public Image Ltd) по его же собственному признанию.

## Отзывы критиков
Как отмечают критики, музыкальное своеобразие альбома в целом стало результатом сотрудничества Брайана Ино и Фила Манзанеры
Обозреватель американского журнала Rolling Stone негативно отозвался о пластинке, выразив сожаление, что главному хиту группы — «Pyjamarama» — не нашлось на ней места.
Андрей Бухарин из Rolling Stone Russia отметил, что на своём втором альбоме Roxy Music открыли тёмную сторону гламура. Группе удалось представить идеальный синтез панка, рок-н-ролла и авангарда. Смена темпа композиций, изменчивые интонации вокала Ферри и безумный саксофон Маккея выводят эту запись на уровень гротеска. Альбом остаётся настоящим шедевром не только дискографии коллектива, но и всей музыки 1970-х, подчеркнул рецензент.
В 2000 году журнал Q поставил альбом на #33 в списке Величайших британских альбомов всех времён.
В 2003 году альбом вошёл под #394 в список журнала Rolling Stone «The 500 Greatest Albums of All Time».
В 2013 году альбом вошёл под #88 в список журнала New Musical Express «The 500 Greatest Albums of All Time».
В списке Pitchfork Media «Сто лучших альбомов 1970-х» альбом занимает 87-е место. В комментариях указаны слова Моррисси: «Могу припомнить только один действительно великий британский альбом, и это For Your Pleasure».

## Список композиций
Автор всех песен — Брайан Ферри.
Сторона 1:
1. «Do the Strand» — 4:04
2. «Beauty Queen» — 4:41
3. «Strictly Confidential» — 3:48
4. «Editions of You» — 3:51
5. «In Every Dream Home a Heartache» — 5:29 (на виниловом релизе ошибочно указана продолжительность 4:25; причиной тому — «ложные фэйд-аут», когда звучание постепенно сходит на нет и затем возвращается вновь)

Сторона 2:
1. «The Bogus Man» — 9:20
2. «Grey Lagoons» — 4:13
3. «For Your Pleasure» — 6:51

## Участники записи
- Брайан Ферри — вокал, фортепиано, меллотрон, гармоника
- Брайан Ино — синтезатор VCS3, бэк-вокал
- Энди Маккей — гобой, саксофон, электроорган Farfisa
- Фил Манзанера — электрогитара
- Джон Портер — бас-гитара
- Пол Томпсон[англ.] — ударные
- Продюсеры — Крис Томас, Джон Энтони, Roxy Music
- Аранжировщики — Roxy Music
- Звукоинженеры — Джон Миддлтон, Джон Пантер
- Фотография — Карл Штёккер
- Дизайн одежды, прически — Энтони Прайс
- Цифровой ремастеринг — Боб Людвиг